# Pollenia melanurus
Pollenia melanurus är en tvåvingeart som beskrevs av Fan 1993. Pollenia melanurus ingår i släktet vindsflugor, och familjen spyflugor.
Artens utbredningsområde är Sichuan (Kina). Inga underarter finns listade i Catalogue of Life.